# Ostrinotes sospes
Ostrinotes sospes is een vlinder uit de familie van de Lycaenidae. De wetenschappelijke naam van de soort werd als Thecla sospes in 1920 gepubliceerd door Draudt.